# Gilles Müller
Gilles Müller (nacido el 9 de mayo de 1983 en Schifflange, Luxemburgo) es un exjugador profesional de tenis luxemburgués. Sus mejores resultados en un Grand Slam fueron en el US Open del 2008, cuando llegó a cuartos de final, donde cayó ante el entonces número 2 del mundo, el suizo Roger Federer y en Wimbledon del 2017, llegando a la misma ronda, donde perdió contra el croata Marin Čilić.

## Carrera

### Júnior
En el año 2001 llegó a la final del Campeonato de Wimbledon, donde perdió ante el suizo Romano Valent en tres sets. Un poco más tarde superó aquella actuación en el US Open, donde se encontró en la final contra Jimmy Wang y se aseguró su primer título de Grand Slam. Terminó el año en el puesto número 1 en el ranking mundial júnior y comenzó su carrera profesional.

### 2004
En los primeros años Müller asistió a numerosos torneos , donde completó un total de cuatro títulos. En 2004 ganó la semifinal del Torneo de Washington contra el entonces número sexto del mundo Andre Agassi en dos sets, pero fue derrotado en la final ante Lleyton Hewitt de manera significativa.

### 2005
Esta tendencia al alza continuó en 2005, ingresando por primera vez en su carrera profesional en el cuadro principal de un torneo Grand Slam. En el Torneo de Roland Garros 2005 pero no pudo superar la primera ronda. Las cosas fueron mejor en el Campeonato de Wimbledon 2005, donde derrotó en la segunda vuelta a Rafael Nadal en cuatro sets. En la primera ronda del Abierto de Estados Unidos 2005 derrotó a otro top-10, Andy Roddick en tres sets. En el Torneo de Maestros en Los Ángeles, Müller llegó a la final, pero perdió en dos sets en contra de Andre Agassi. En agosto del mismo año, terminó 59 º en el escalafón mundial, que fue su mejor puesto en su carrera.

### 2008
En el Abierto de Estados Unidos 2008, llegó como el número 130 del ranking ATP y tuvo que pasar por el torneo de clasificación. Llegó al cuadro principal, donde venció consecutivamente a Laurent Recouderc, Tommy Haas (ex número 2 del mundo), Nicolás Almagro, y el quinto cabeza de serie, Nikolai Davydenko, avanzando a los cuartos de final de un torneo de Grand Slam por primera vez en su carrera. Luego perdió ante el campeón defensor y el eventual ganador Roger Federer, 6-7, 4-6, 6-7.

### 2009
El 19 de enero de 2009, Müller venció al español Feliciano López, 6-3, 7-6, 4-6, 4-6, 16-14, en un épico partido de cuatro horas y veinticuatro minutos en la primera ronda del Abierto de Australia 2009. Müller venció al favorito local Bernard Tomic, 3-6, 6-1, 6-4, 6-2 en la segunda ronda, pero cayó derrotado en la tercera ronda ante el octavo cabeza de serie Juan Martín del Potro.

### 2011

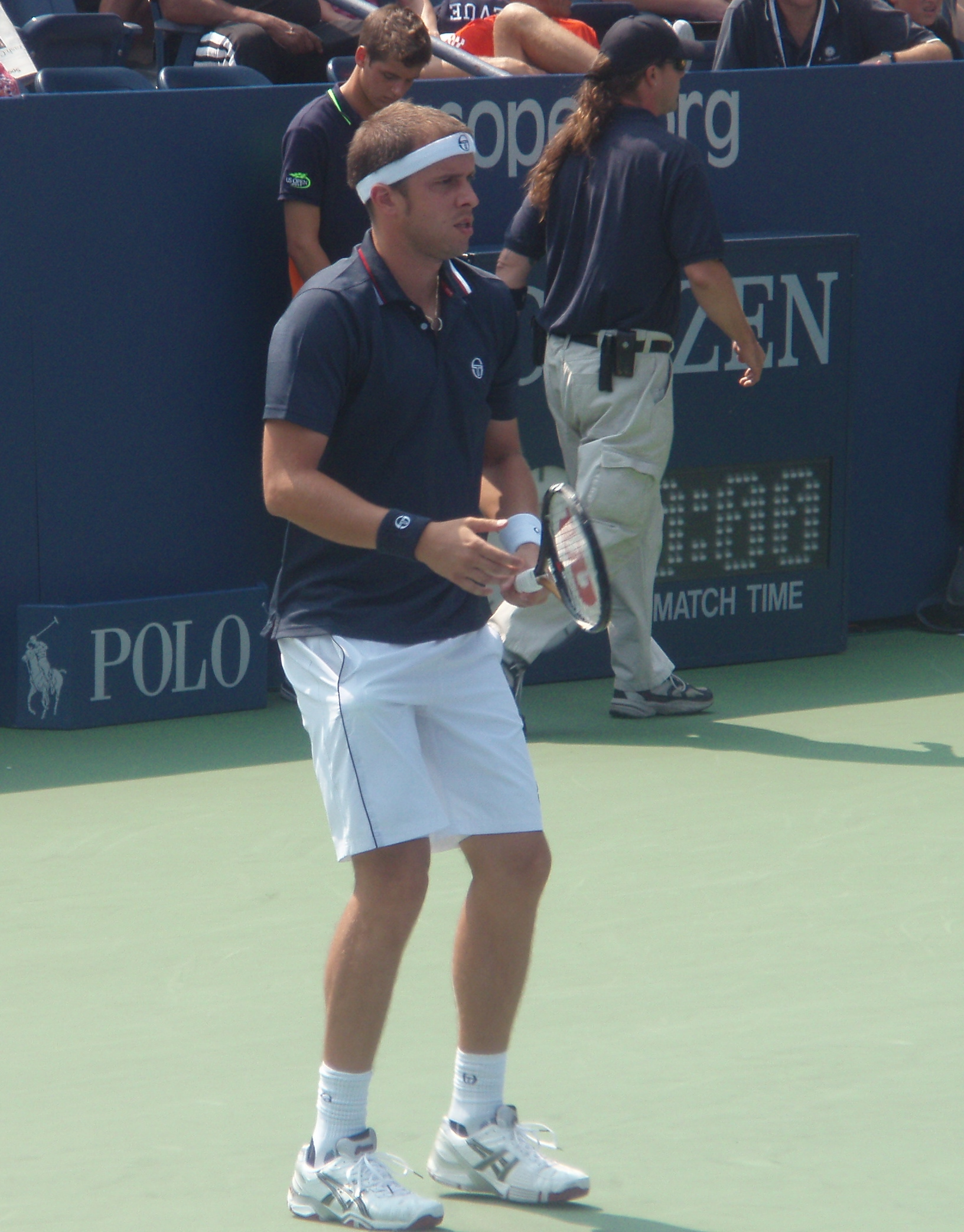
Müller en el Abierto de EE. UU. 2011

En septiembre de 2011, avanzó a la cuarta ronda del Abierto de Estados Unidos, superando al francés Edouard Roger-Vasselin, al letón Ernests Gulbis, y al ruso Igor Kunitsyn en las tres primeras rondas. Luego perdió ante Rafael Nadal, a quien ya se había enfrentado y perdido en la tercera ronda de Wimbledon el mismo año.

### 2012
Gilles Müller logró su victoria número 100 al derrotar al australiano Marinko Matosevic (7-6 (7/5), 6-4) en el Torneo de Atlanta.
Él llegó a la final de Atlanta, perdiendo ante el local Andy Roddick, 6-1 6-7 2-6.

### 2014
Comenzó el año disputando el circuito ATP Challenger Series y lo hizo con gran éxito obteniendo los títulos del Challenger de Guadalajara derrotando en la final al estadounidense Denis Kudla por 6:2, 6:2, el Challenger de Shenzhen en China derrotando al eslovaco Lukáš Lacko	7:64, 6:3, el Challenger de Taipéi derrotando al australiano John-Patrick Smith por 6:3, 6:3 y el Challenger de Gimcheon otra vez en China batiendo en la final al japonés Tatsuma Itō por 7:65, 5:7, 6:4.

## Títulos ATP (2; 2+0)

### Individual (2)
| Leyenda                         |
| Grand Slam (0)                  |
| ATP Wourld Tour Finals (0)      |
| ATP World Tour Masters 1000 (0) |
| ATP World Tour 500 (0)          |
| ATP World Tour 250 (2)          |

| N.º | Fecha               | Torneo           | Superficie | Oponente en la final | Resultado      |
| --- | ------------------- | ---------------- | ---------- | -------------------- | -------------- |
| 1.  | 14 de enero de 2017 | Sídney           | Dura       | Daniel Evans         | 7-6(5), 6-2    |
| 2.  | 18 de junio de 2017 | 's-Hertogenbosch | Hierba     | Ivo Karlović         | 7-6(5), 7-6(4) |

#### Finalista (6)
| N.º | Fecha                | Torneo           | Superficie    | Oponente en la final | Resultado               |
| --- | -------------------- | ---------------- | ------------- | -------------------- | ----------------------- |
| 1.  | 22 de agosto de 2004 | Washington       | Dura          | Lleyton Hewitt       | 3-6, 4-6                |
| 2.  | 31 de julio de 2005  | Los Ángeles      | Dura          | Andre Agassi         | 4-6, 5-7                |
| 3.  | 22 de julio de 2012  | Atlanta          | Dura          | Andy Roddick         | 6-1, 6-7(2), 2-6        |
| 4.  | 12 de junio de 2016  | 's-Hertogenbosch | Hierba        | Nicolas Mahut        | 4-6, 4-6                |
| 5.  | 17 de julio de 2016  | Newport          | Hierba        | Ivo Karlović         | 7-6(2), 6-7(5), 6-7(12) |
| 6.  | 7 de mayo de 2017    | Estoril          | Tierra batida | Pablo Carreño        | 2-6, 6-7(5)             |

### Dobles (0)
| Leyenda                         |
| Grand Slam (0)                  |
| ATP Wourld Tour Finals (0)      |
| ATP World Tour Masters 1000 (0) |
| ATP World Tour 500 (0)          |
| ATP World Tour 250 (0)          |

#### Finalista (2)
| N.º | Fecha               | Torneo   | Superficie | Pareja        | Oponentes en la final              | Resultado           |
| --- | ------------------- | -------- | ---------- | ------------- | ---------------------------------- | ------------------- |
| 1.  | 2 de agosto de 2015 | Atlanta  | Dura       | Colin Fleming | Bob Bryan Mike Bryan               | 6-4, 6-7(2), [4-10] |
| 2.  | 7 de enero de 2017  | Brisbane | Dura       | Sam Querrey   | Thanasi Kokkinakis Jordan Thompson | 6-7(7), 4-6         |

## Títulos Challenger

### Individuales
| Leyenda               | Individuales | Dobles |
| --------------------- | ------------ | ------ |
| ATP Challenger Series | 11           | 3      |

| N.º | Fecha      | Torneo                    | Superficie | Oponentes en la final | Resultado       |
| --- | ---------- | ------------------------- | ---------- | --------------------- | --------------- |
| 1.  | 27.07.2003 | Challenger de Valladolid  | Dura       | Iván Navarro          | 6:4, 6:3        |
| 2.  | 25.04.2004 | Challenger de Nápoles     | Tierra     | Arnaud Di Pasquale    | 7:67, 6:71, 6:1 |
| 3.  | 04.07.2004 | Challenger de Pozoblanco  | Dura       | Nicolás Almagro       | 6:1, 6:2        |
| 4.  | 13.04.2008 | Challenger de Humacao     | Dura       | Iván Miranda          | 7:5, 7:62       |
| 5.  | 01.06.2008 | Challenger de Esmirna     | Dura       | Kristian Pless        | 7:5, 6:3        |
| 6.  | 05.06.2011 | Challenger de Nottingham  | Césped     | Matthias Bachinger    | 7:64, 6:2       |
| 7.  | 30.03.2014 | Challenger de Guadalajara | Dura       | Denis Kudla           | 6:2, 6:2        |
| 8.  | 27.04.2014 | Challenger de Shenzhen    | Dura       | Lukáš Lacko           | 7:64, 6:3       |
| 9.  | 04.05.2014 | Challenger de Taipéi      | Dura       | John-Patrick Smith    | 6:3, 6:3        |
| 10. | 11.05.2014 | Challenger de Gimcheon    | Dura       | Tatsuma Itō           | 7:65, 5:7, 6:4  |
| 11. | 20.07.2014 | Challenger de Recanati    | Dura       | Ilija Bozoljac        | 6:1, 6:2        |

### Dobles
| N.º | Fecha      | Torneo                         | Superficie | Compañero              | Oponentes en la final                 | Resultado         |
| --- | ---------- | ------------------------------ | ---------- | ---------------------- | ------------------------------------- | ----------------- |
| 1.  | 26.06.2004 | Challenger de Andorra la Vella | Dura       | Aisam-ul-Haq Qureshi   | Santiago González Alejandro Hernández | 6:3, 7:5          |
| 2.  | 12.09.2010 | Challenger de Saint-Rémy       | Dura       | Édouard Roger-Vasselin | Andis Juška Deniss Pavlovs            | 6:0, 2:6, 13:11   |
| 3.  | 30.09.2012 | Challenger de Orléans          | Dura (i)   | Lukáš Dlouhý           | Xavier Malisse Ken Skupski            | 6:2, 6:75, [10:7] |